# Blaesoxipha gobica
Blaesoxipha gobica är en tvåvingeart som beskrevs av Boris Borisovitsch Rohdendorf 1928. Blaesoxipha gobica ingår i släktet Blaesoxipha och familjen köttflugor. Inga underarter finns listade i Catalogue of Life.